# 유령 그물

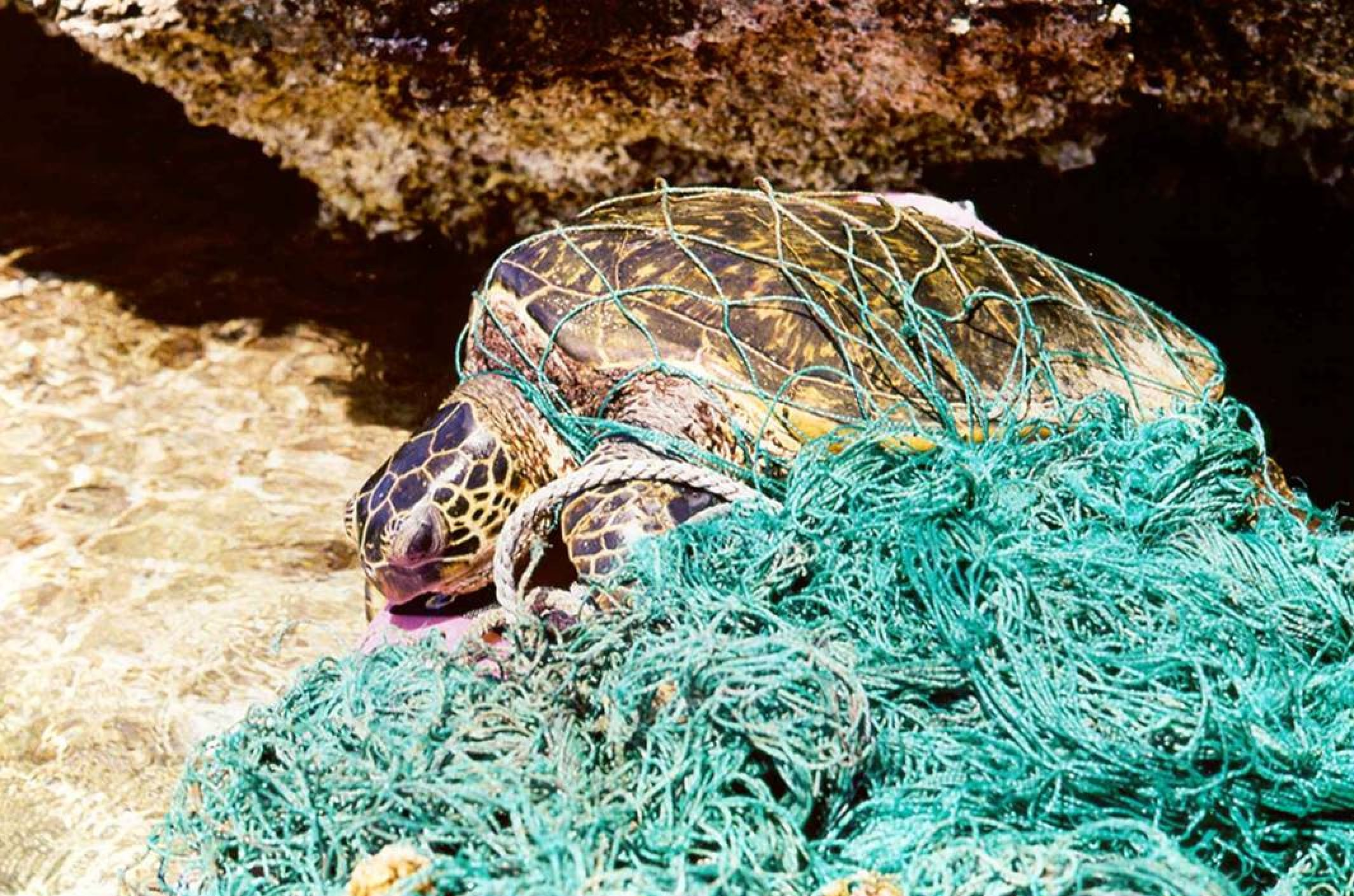
유령 그물에 걸린 거북이

유령 그물(幽靈--, 영어: ghost net) 또는 유령 어망(幽靈漁網)은 바다에 버려진 어망이다. 어두운 곳에서는 잘 보이지 않으며, 암초에 걸리거나 바다 위를 떠다닌다. 물고기, 돌고래, 바다거북, 상어, 바다새 등 여러 바다 생물을 얽어매는 경우가 있으며, 때때로 인간 잠수부가 유령 그물에 걸리기도 한다. 유령 그물에 걸리면 행동이 제한되고, 기아, 열상, 감염, 질식 등을 겪게 된다.
버려진 그물 등에 해저생물이 걸려 죽는 현상은 유령 어로(幽靈漁撈, 영어: ghost fishing) 또는 유령 어업(幽靈漁業)이라고 불린다.

## 같이 보기
- 유망
- 플라스틱 오염
- 바다 쓰레기